# 집단 극화
집단 극화(Group polarization)는 집단 내의 토론 과정에서 구성원들이 보다 극단적 주장을 지지하게 되는 사회심리학 현상이다. 개인으로서는 위험 부담을 느껴서 그렇게까지 주장할 수 없는 것에 대해서도 집단이 되면 자신이 그 부담을 온전히 다 짊어지지 않아도 된다는 심리 때문에 더욱 과격한 주장을 할 수 있게 된다. 이러한 현상은 집단에 속한 개인의 태도에도 영향을 주어 자신이 지지하는 주장에 대해서는 더 적극적인 옹호를, 그리고 반대 주장에 대해서는 더 강한 비난을 하는 태도를 이끌어낸다. 이를 태도 극화라고 한다.

## 개요
개인 사이의 토론은 주장에 대한 입증과 논의 결과에 대한 책임이 온전히 개인의 몫이지만, 집단 사이의 경우엔 책임이 참여자 다수에게 분산되기 때문에 보다 극단적인 주장을 하기가 쉬운 여건이 형성된다. 이 때문에 집단적인 토론에 참여한 사람들은 보다 부담을 느끼지 않으면서 극단적인 주장에 동조하게 된다. 어떠한 행동을 결정하여야 할 때 토론 초기에 지배적인 의견이 어떠한 것이었는 지에 따라 사람들은 보다 모험적인 주장에 동조하는 모험 이행을 보이거나 보다 보수적인 주장을 지지하는 보수 이행을 보이게 된다.:167-168 예를 들어 장래의 시장 상황이 불투명하다면 주식 시장 참여자들은 보다 모험적인 고위험 주식의 거래와 보다 안전한 보수적 거래로 양극화 되는 경향을 보인다.
집단 극화에 의해 형성된 집단적 주장은 지나친 자기 확신을 가져 문제가 된다. 우리가 잘못될 리 없다는 과신으로 객관적 상황을 바라보지 못하는 확증편향을 보이게 된다. 이러한 편향은 필터 버블과 반향실 효과로 증폭된다.

## 발생 원인
집단 극화가 일어나는 원인을 설명하는 이론으로는 사회비교이론, 설득주장이론, 자기범주화이론 등이 있다.:167-168
- 사회비교이론: 영국의 사회심리학자 데이비드 마이어스(David Myers)는 사람들은 우유부단하다는 평가보다 소신이 있다는 평가를 선호하기 때문에 집단 토론 과정에서 자신이 다른 사람들에 비해 보다 선명하다는 평가를 얻기 위해 극단적 주장에 동참한다고 보았다.[8]

- 설득주장이론: 마틴 카플란과 찰스 밀러는 사람들이 토론 과정에서 어느 한 주장이 보다 설득력있다고 인정하게 되면 점차 보다 많은 사람들이 그 주장에 동조하게 된다는 설득주장이론을 내세웠다. 카플란과 밀러는 집단 극화의 경향을 모험적 이행과 보수적 이행으로 구분하고 그 둘 가운데 어느쪽으로 사람들이 극화될 것인지는 초기 토론을 지배하는 주장의 성격에 따른다고 보았다.[9]

- 자기범주화이론: 존 터너는 자기범주화이론으로 집단 극화를 설명한다. 개인은 자신이 속한다고 믿는 내적 집단의 견해를 적극적으로 지지하고 옹호하려 하고 그렇지 않은 외적 집단과 구분한다. 이 경우 내적 집단의 규범이 사회적 평균보다 극단화되면 그것에 소속감을 갖는 개인들도 극단화된다.[10]

## 태도 극화
사회적인 이슈가 부각되거나 선거철이 되면 사회는 극도로 집단 극화 현상을 겪는다. 이러한 집단 극화는 개인들의 태도 역시 극화시킨다. 사람들은 기존의 믿음이나 성향을 더욱 강화시키고 그것으로 다른 모든 것을 판단하려고 든다. 미국의 경우엔 선거철이 되면 과학적 지식인 진화를 공격하는 기독교 근본주의가 정치화되는 경향을 보인다. 대한민국의 경우 2012년 있었던 18대 대통령 선거에서 소셜미디어를 중심으로 태도 극화 현상이 있었다.
집단 극화 현상은 정치적 논쟁에서 쉽게 발생할 수 있다. 보수적인 사람들이 모여 토론하면 보다 극단적인 보수적 입장이 주목을 받고, 진보적 사람들이 모여 토론하면 보다 극단적인 진보적 입장이 주목을 받는다. 이러한 극단적 주장이 집단 내에서 주도권을 잡게 되면 객관적인 상황 판단을 하지 못하고 잘못된 결정을 내릴 수 있다. 이렇게 형성된 집단 내의 극단적 주장은 반대측과 격렬한 갈등을 불러 일으킬 수도 있다. 갈등의 형태가 세대나 이념, 젠더와 같이 개인의 정체성을 자극하는 방향으로 형성되면 갈등은 계속해서 증폭된다. 이러한 집단 극화 현상은 매스미디어와 소셜미디어에 의해 강화된다.
집단 극화를 거쳐 받아들여진 신념은 개인의 정체성을 형성하는 요소가 된다. 때로는 잘못된 믿음을 계속하여 고수할 수도 있다. 특정한 성향에 대해 자부심을 느끼고 있는 사람이 자신의 믿음이 틀렸다거나 잘못되었다는 도전을 받으면 혼란에 휩쌓이게 되고 수치심, 죄의식, 또는 비난이나 회피로 괴로워하게 된다.

## 극복 방안
집단 극화에 대한 대응 방안은 확증 편향을 피하기 위한 전략에 바탕을 두고 있다.
- 악마의 대변인: 집단이 갖는 편향을 검검하기 위해 기업이나 조직은 기존의 의사 결정을 반대하는 역할을 하는 레드 팀을 운영한다.[17] 이들은 흔히 악마의 대변인이라고 불린다.[18]
- 의견의 다변화: 여러 의견에 대한 복수의 지지를 인정하여 의견의 다양화를 가능케 하는 의사결정기법이다.
- 변증법적 토의: 찬성과 반대로 나누어 토론하지만 토론의 결과는 두 입장의 장점을 절충하는 방식이다.

## 같이 보기
- 확증 편향
- 집단사고
- 정체성 정치